# Rhys Northover
Rhys Northover (Liverpool, 2000) es un deportista británico que compite en gimnasia en la modalidad de trampolín.
Ganó dos medallas en el Campeonato Mundial de Gimnasia en Trampolín, en los años 2021 y 2022, y una medalla de bronce en el Campeonato Europeo de Gimnasia en Trampolín de 2022.

## Palmarés internacional
| Campeonato Mundial | Campeonato Mundial | Campeonato Mundial | Campeonato Mundial |
| Año                | Lugar              | Medalla            | Prueba             |
| ------------------ | ------------------ | ------------------ | ------------------ |
| 2021               | Bakú (Azerbaiyán)  | Medalla de bronce  | Equipo mixto       |
| 2022               | Sofía (Bulgaria)   | Medalla de oro     | Equipo mixto       |
| Campeonato Europeo |                    |                    |                    |
| Año                | Lugar              | Medalla            | Prueba             |
| 2022               | Rímini (Italia)    | Medalla de bronce  | Equipo             |